# 1404
- Wikisource

| Calendário gregoriano                                                        | 1404 MCDIV                                             |
| Ab urbe condita                                                              | 2157                                                   |
| Calendário arménio                                                           | 853 – 854                                              |
| Calendário bahá'í                                                            | -440 – -439                                            |
| Calendário budista                                                           | 1948                                                   |
| Calendário chinês                                                            | 4100 – 4101 Início a 11 de fevereiro (aproximadamente) |
| Calendário copta                                                             | 1120 – 1121                                            |
| Calendário etíope                                                            | 1396 – 1397                                            |
| Calendários hindus - Vikram Samvat - Calendário nacional indiano - Cáli Iuga | 1459 – 1460 1325 – 1326 4504 – 4505                    |
| Calendário Holoceno                                                          | 11404                                                  |
| Calendário islâmico                                                          | 806 – 807                                              |
| Calendário judaico                                                           | 5164 – 5165                                            |
| Calendário persa                                                             | 782 – 783                                              |
| Calendário rúnico                                                            | 1654                                                   |
| Calendário solar tailandês                                                   | 1947                                                   |

1404 (MCDIV, na numeração romana) foi um ano bissexto do século XV do Calendário Juliano, da Era de Cristo, e as suas letras dominicais foram  F e E (52 semanas), teve início a uma terça-feira e terminou a uma quarta-feira.
No reino de Portugal estava ainda em vigor a Era de César que já contava 1442 anos.
| Ano completo                          |
| ------------------------------------- |
| Ano bissexto com início à terça-feira |

## Nascimentos
- 9 de Fevereiro - Constantino XI Paleólogo , último imperador bizantino (m. 1453).
- 18 de Fevereiro - Leon Battista Alberti, pintor, arquiteto e filósofo italiano (m. 1472).
- 10 de Setembro - Gilles de Rais, o maior assassino em série da história (m. 1440).
- Murade II, Sultão Otomano (m. 1451).

## Mortes
- 27 de Abril - Filipe II, Duque da Borgonha.
- 3 de Maio - João das Regras, professor universitário e jurista português.
- 1 de Outubro - Papa Bonifácio IX.